# Macroteleia nebrija
Macroteleia nebrija är en stekelart som beskrevs av Nixon 1931. Macroteleia nebrija ingår i släktet Macroteleia och familjen Scelionidae. Inga underarter finns listade i Catalogue of Life.